# Duff Gibson
Duff Gibson (* 11. srpna 1966 Vaughan) je bývalý kanadský skeletonista. Jeho největším úspěchem je zlatá olympijská medaile z her v Turíně roku 2006. Olympijskou medaili získal ve věku 39 let, což z něj učinilo nejstaršího zimního olympijského vítěze v individuální disciplíně. Krom toho má zlato (2004) a bronz (2005) z mistrovství světa. Se skeletonem přitom začal až ve věku 33 let, předtím vystřídal řadu sportovních disciplín – lední hokej, rychlobruslení, boby, saně, veslování či zápas. Po zisku zlaté olympijské medaile ukončil sportovní kariéru a stal se hasičem na letišti v Calgary.